# Atheta glabricula
Atheta glabricula är en skalbaggsart som beskrevs av Thomson 1867. Atheta glabricula ingår i släktet Atheta, och familjen kortvingar. Arten är reproducerande i Sverige.